# Behaarte Primel
Die Pflanzenart Behaarte Primel (Primula hirsuta), auch Behaarte Schlüsselblume oder Rote Felsen-Primel genannt, gehört zur Gattung der Primeln (Primula) und zur Familie der Primelgewächse (Primulaceae). Weitere Trivialnamen sind Drüsenhaar-Primel, Drüsige Primel und Roter Speik.

## Beschreibung

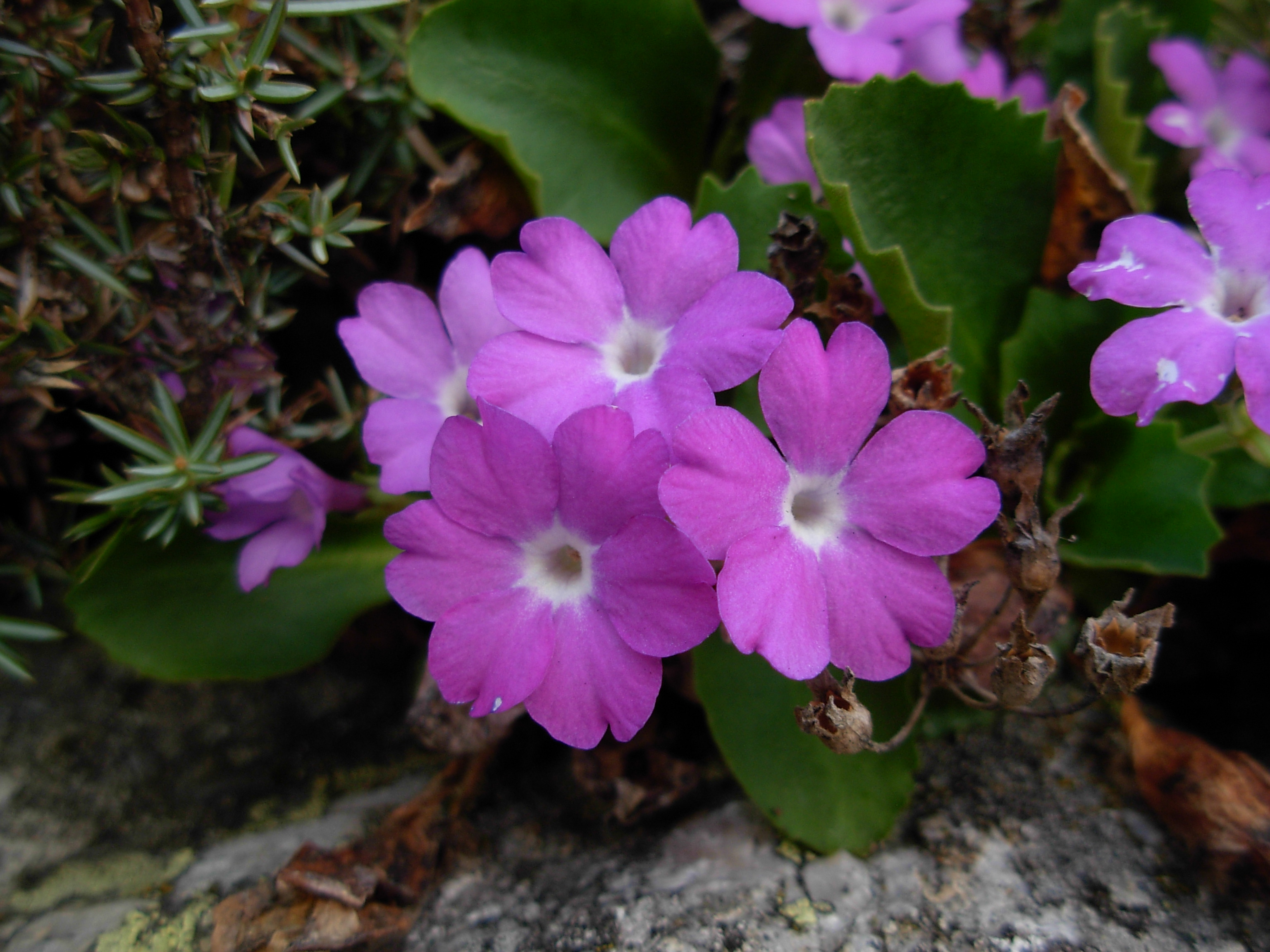
Blütenstand und Blüten von oben

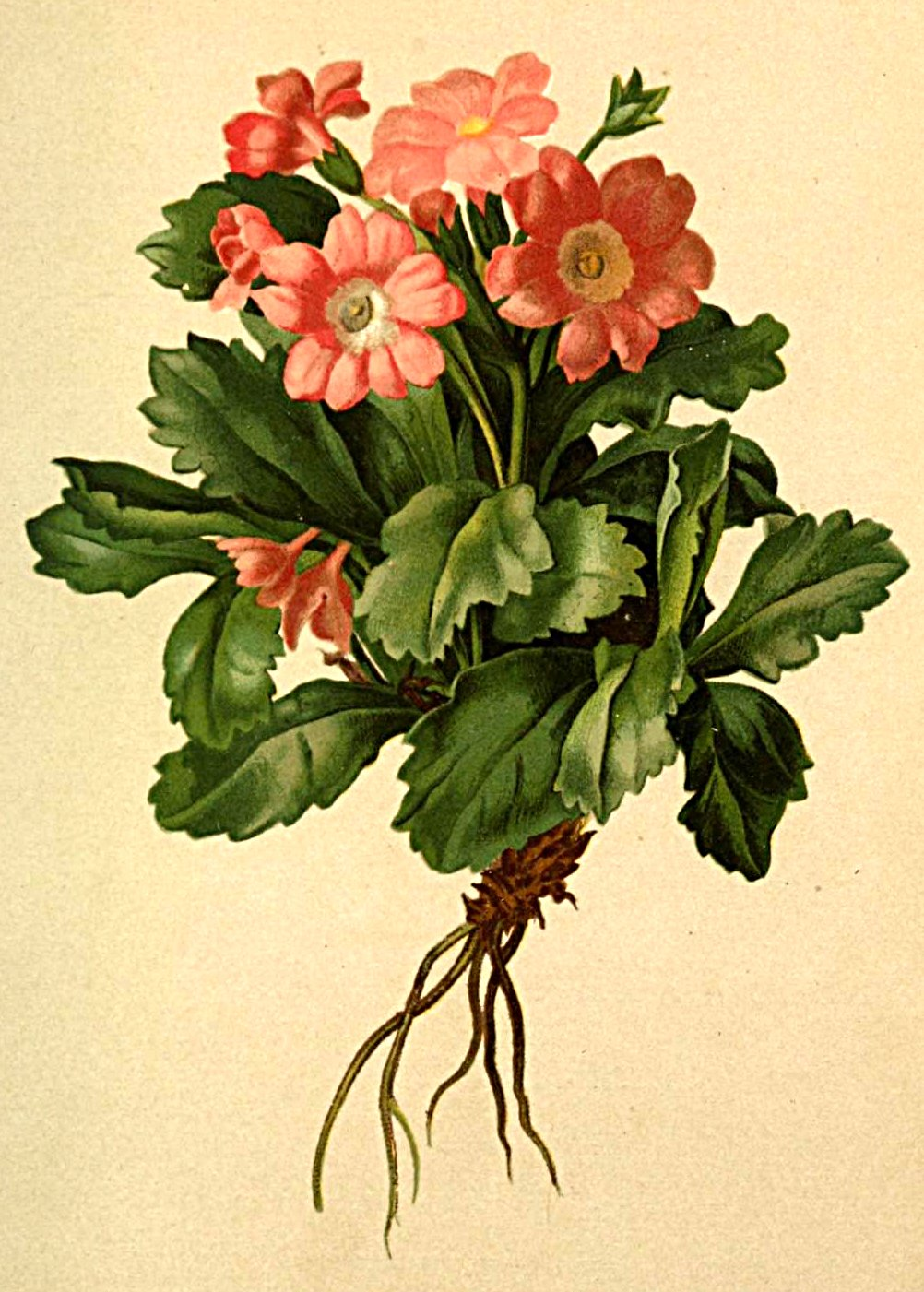
Illustration in Anton Hartinger: Atlas der Alpenflora, 1882

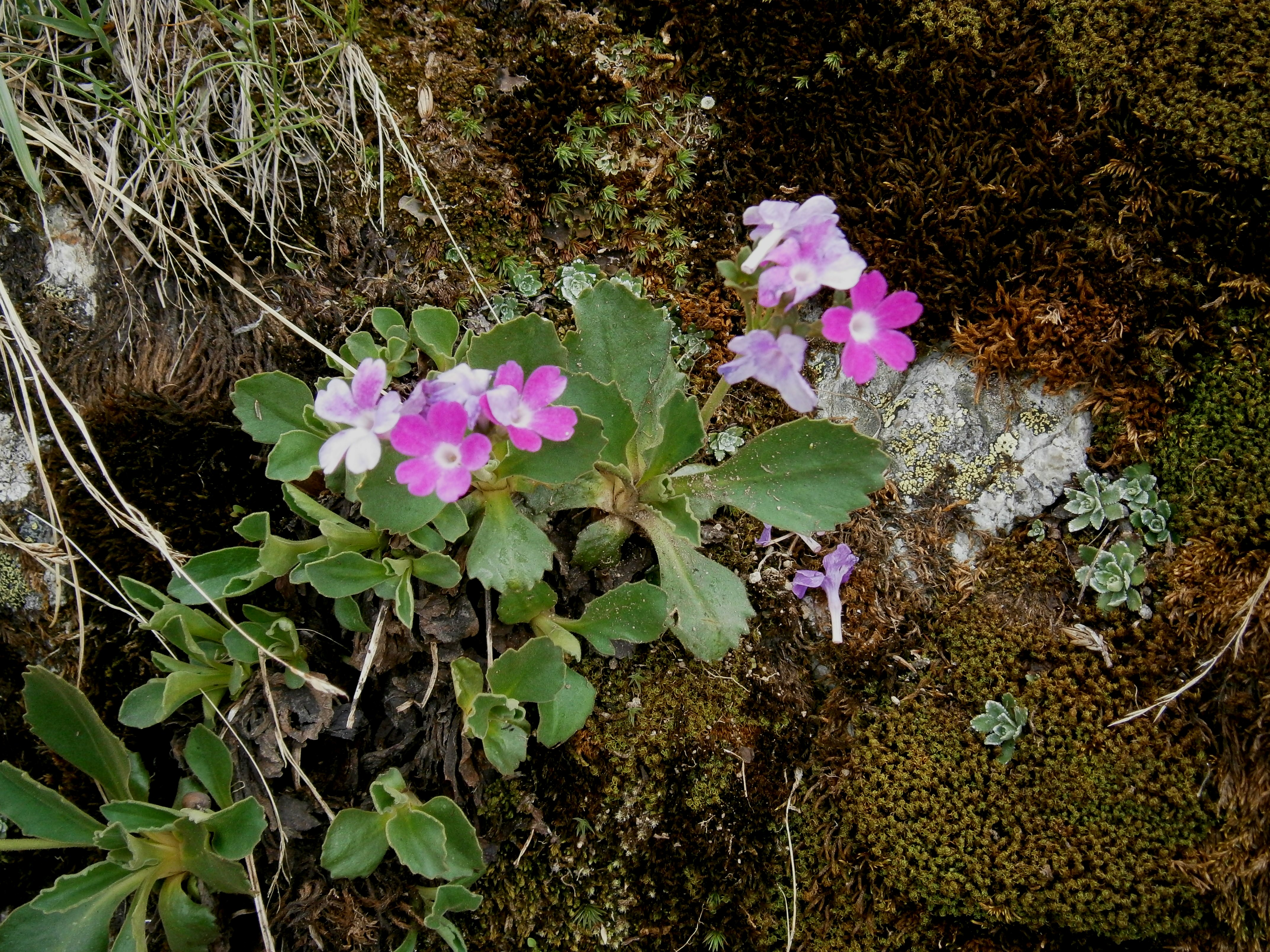
Habitus

### Vegetative Merkmale
Die Behaarte Primel wächst als immergrüne, ausdauernde krautige Pflanze und erreicht Wuchshöhen von 2 bis 7 Zentimetern. Alle grünen Pflanzenteile sind dicht mit sehr kurzen, klebrigen, farblosen bis bernsteinfarbenen Drüsenhaaren (Trichome) besetzt. Sie besitzt ein Rhizom, das bis 30 Zentimeter lang werden kann.
Die Laubblätter sind in einer grundständigen Rosette angeordnet. Die einfache, etwas fleischige Blattspreite ist bei einer Länge von 2 bis 6 Zentimetern rundlich-oval oder verkehrt-eiförmig und verschmälert rasch in den geflügelten Blattstiel. Die Blattober- und -unterseite ist drüsig behaart und klebrig. Der Blattrand ist meist gekerbt, ohne Knorpelrand.

### Generative Merkmale
Die Blütezeit reicht von Juni bis Juli. Der Blütenstandsschaft ist relativ kurz und nur bis 7 Zentimeter lang. Meist zwei bis fünf (1 bis 17) Blüten stehen in einem doldigen Blütenstand zusammen. Der Blütenstiel ist 3 bis 15 Millimeter lang.
Die duftende, zwittrige Blüte ist radiärsymmetrisch und fünfzählig mit doppelter Blütenhülle. Der Kelch ist weit glockenförmig und 3 bis 7 Millimeter lang. Die fünf Kelchblätter sind verwachsen und die fünf abstehenden Kelchzähne sind bei einer Länge von 1,5 bis 2,5 Millimeter länger als breit und mehr oder weniger dreieckig. Die fünf meist leuchtend rosa- bis purpurfarbenen Kronblätter sind zu einer Kronröhre mit weißem Schlund verwachsen und die fünf Kronzipfel sind mehr oder weniger tief ausgerandet. Die Kronröhre ist 6 bis 12 Millimeter lang und etwa zwei- bis dreimal so lang wie der Kelch.
Die kugelige Kapselfrucht ist 3 bis 5 Millimeter lang und kürzer als der Kelch. Die Samen sind scharfkantig oder stumpfkantig und stark papillös.
Die Chromosomenzahl beträgt 2n = 62.

## Vorkommen
Die Behaarte Primel kommt in Österreich, der Schweiz, im nördlichen Italien, südlichen Frankreich und nordöstlichen Spanien vor.
Die Behaarte Primel gedeiht in den Grajischen Alpen und den Hohen Tauern bevorzugt auf saurem Gestein in Felsspalten und Klüften, in Höhenlagen zwischen 230 (Valle Maggia bei Locarno) und 3600 Meter (Monte Rosa). Populationen auf kalkhaltigem Gestein sind ebenso bekannt. Primula hirsuta ist in den Pyrenäen vertreten.
In Österreich kommt die Behaarte Primel in den Bundesländern Kärnten, Tirol, Vorarlberg und Salzburg vor.
Die ökologischen Zeigerwerte nach Landolt & al. 2010 sind in der Schweiz: Feuchtezahl F = 3 (mäßig feucht), Lichtzahl L = 4 (hell), Reaktionszahl R = 2 (sauer), Temperaturzahl T = 1+ (unter-alpin. supra-subalpin und ober-subalpin), Nährstoffzahl N = 2 (nährstoffarm), Kontinentalitätszahl K = 3 (subozeanisch bis subkontinental).
Die Behaarte Primel gedeiht hauptsächlich in Rasen, Fels- und Geröllfluren des Hochgebirges. Sie stellt eine Kennart der Assoziation Asplenio-Primuletum hirsutae (Lüdi 1921) Br.-Bl. 1934 dar.

## Systematik

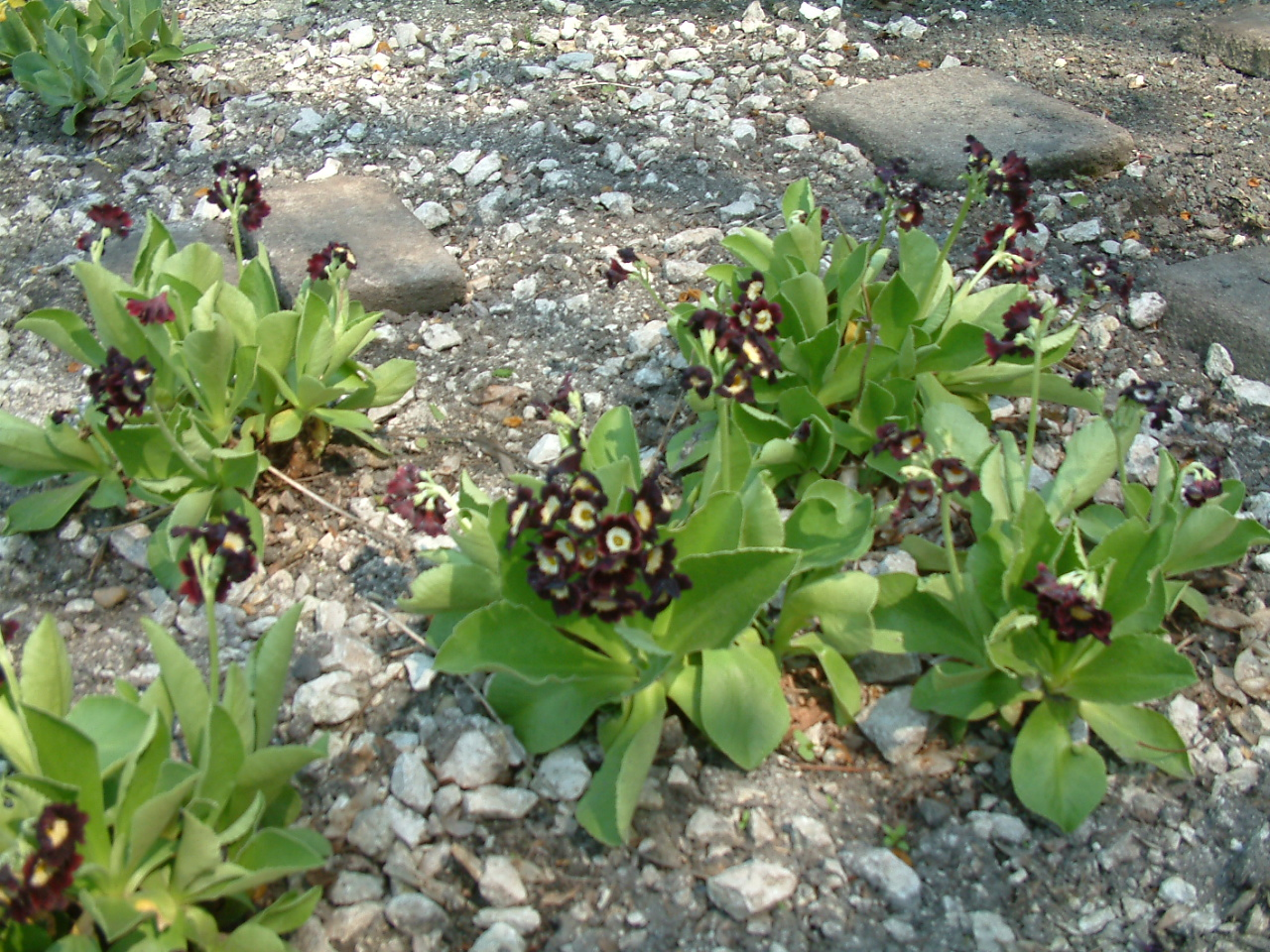
Bastard-Aurikel (Primula ×pubescens)

Die Erstveröffentlichung von Primula hirsuta erfolgte 1773 durch Carlo Allioni in Auctarium ad Synopsim Methodicam Stirpium Horti Regii Taurinensis, Seite 10. Das Artepitheton hirsuta bedeutet haarig. Synonyme sind Primula rubra J.F.Gmel. und Primula viscosa Vill.
Primula hirsuta gehört zur Sektion Auricula in der Untergattung Auriculastrum innerhalb der Gattung Primula.
Die Behaarte Primel (Primula hirsuta) ist eine der beiden Elternarten der Bastard-Aurikel (Primula ×pubescens). Es gibt auch folgende Naturhybriden: Primula hirsuta × Primula daonensis und Primula hirsuta × Primula integrifolia.